# Лінн (округ Кларк, Вісконсин)
Лінн (англ. Lynn) — місто (англ. town) в США, в окрузі Кларк штату Вісконсин. Населення — 861 особа (2010).

## Демографія
Згідно з переписом 2010 року, у місті мешкала 861 особа в 263 домогосподарствах у складі 204 родин. Було 311 помешкання
Расовий склад населення:
| - 98,0 % — білих - 0,3 % — азіатів - 1,3 % — осіб інших рас |

До двох чи більше рас належало 0,3 %. Частка іспаномовних становила 3,1 % від усіх жителів.
За віковим діапазоном населення розподілялося таким чином: 35,5 % — особи молодші 18 років, 53,6 % — особи у віці 18—64 років, 10,9 % — особи у віці 65 років та старші. Медіана віку мешканця становила 30,5 року. На 100 осіб жіночої статі у місті припадало 105,0 чоловіків; на 100 жінок у віці від 18 років та старших — 111,0 чоловіків також старших 18 років.
Середній дохід на одне домашнє господарство становив 87 001 долар США (медіана — 65 417), а середній дохід на одну сім'ю — 92 140 доларів (медіана — 72 875). Медіана доходів становила 39 167 доларів для чоловіків та 34 688 доларів для жінок. За межею бідності перебувало 19,2 % осіб, у тому числі 35,1 % дітей у віці до 18 років та 15,6 % осіб у віці 65 років та старших.
Цивільне працевлаштоване населення становило 368 осіб. Основні галузі зайнятості: виробництво — 26,1 %, сільське господарство, лісництво, риболовля — 24,2 %, освіта, охорона здоров'я та соціальна допомога — 21,5 %.